# Castell de Tirol
El Castell de Tirol, en italià: Castel Tirolo, en alemany: Schloss Tirol), al municipi de Tirol (Província de Bolzano), a Itàlia és un castell que va originar el Comtat del Tirol i és el bressol del territori del Tirol del qual pren el seu nom.

## Història
En aquest mateix lloc es va descobrir l'any 1993 una església paleocristiana.
La primera fortificació d'aquest castell data dle segle xi. La segona fase de construcció és del 1139-1140, amb una torra quadrada amb murs de més de 5 metres de gruix. La tercera fase la va fer el comte Mainard II del irol cap a la meitat del segle xiii que va fer construir un palau del qual en queden poques restes. L'edifici actual és del segle xix.
Aquest castell va sser la residència principal del Tirola fine el 1420, quan Frederic IV d'Àustria transfereix la seu a Innsbruck.
Són molt importants els portals romànics del palau i de la capella que són rics en baixtrelleus.
Actualment al castell hi ha les dependències del Museo Storico-culturale della Provincia di Bolzano.

## Imatges

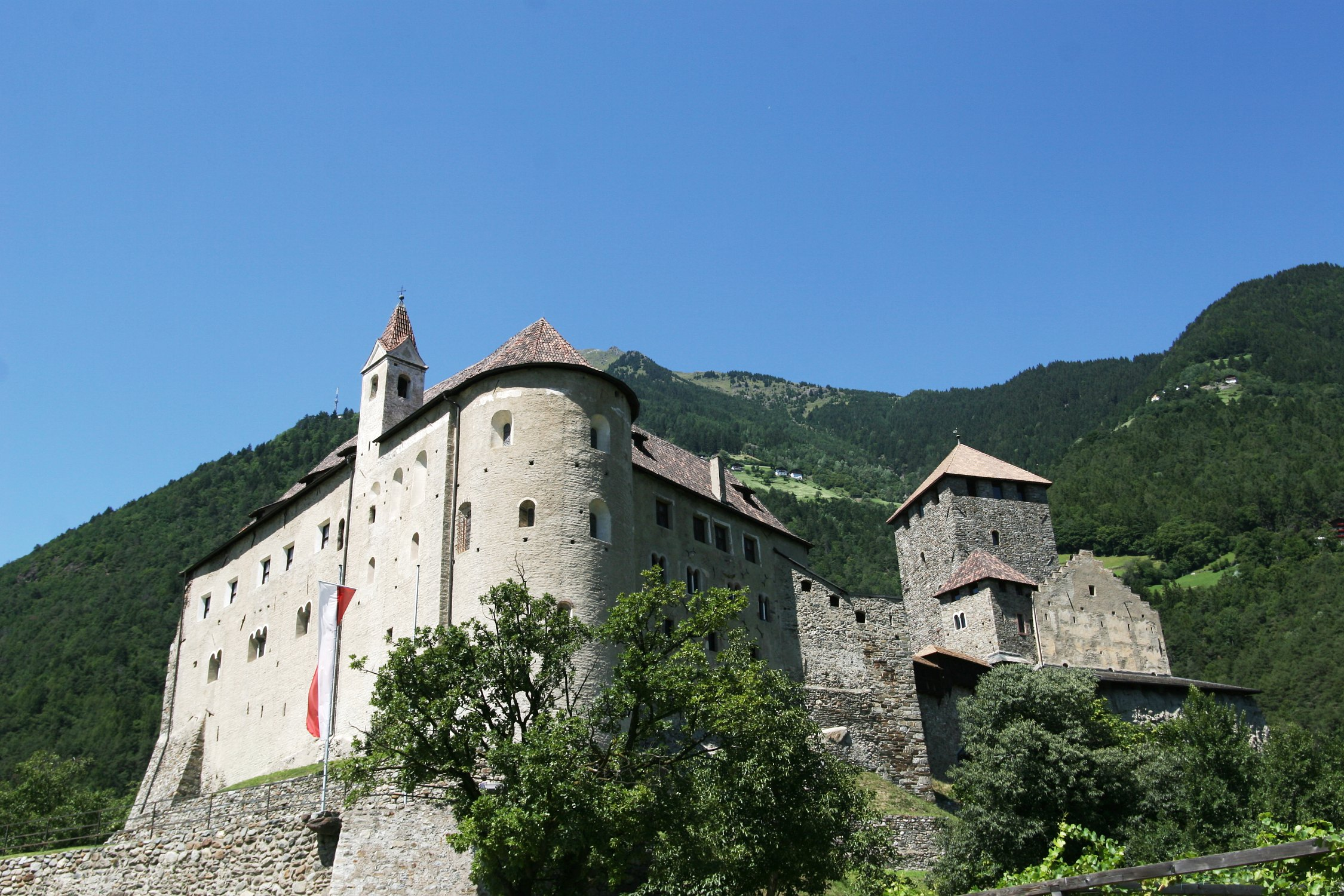
Vista
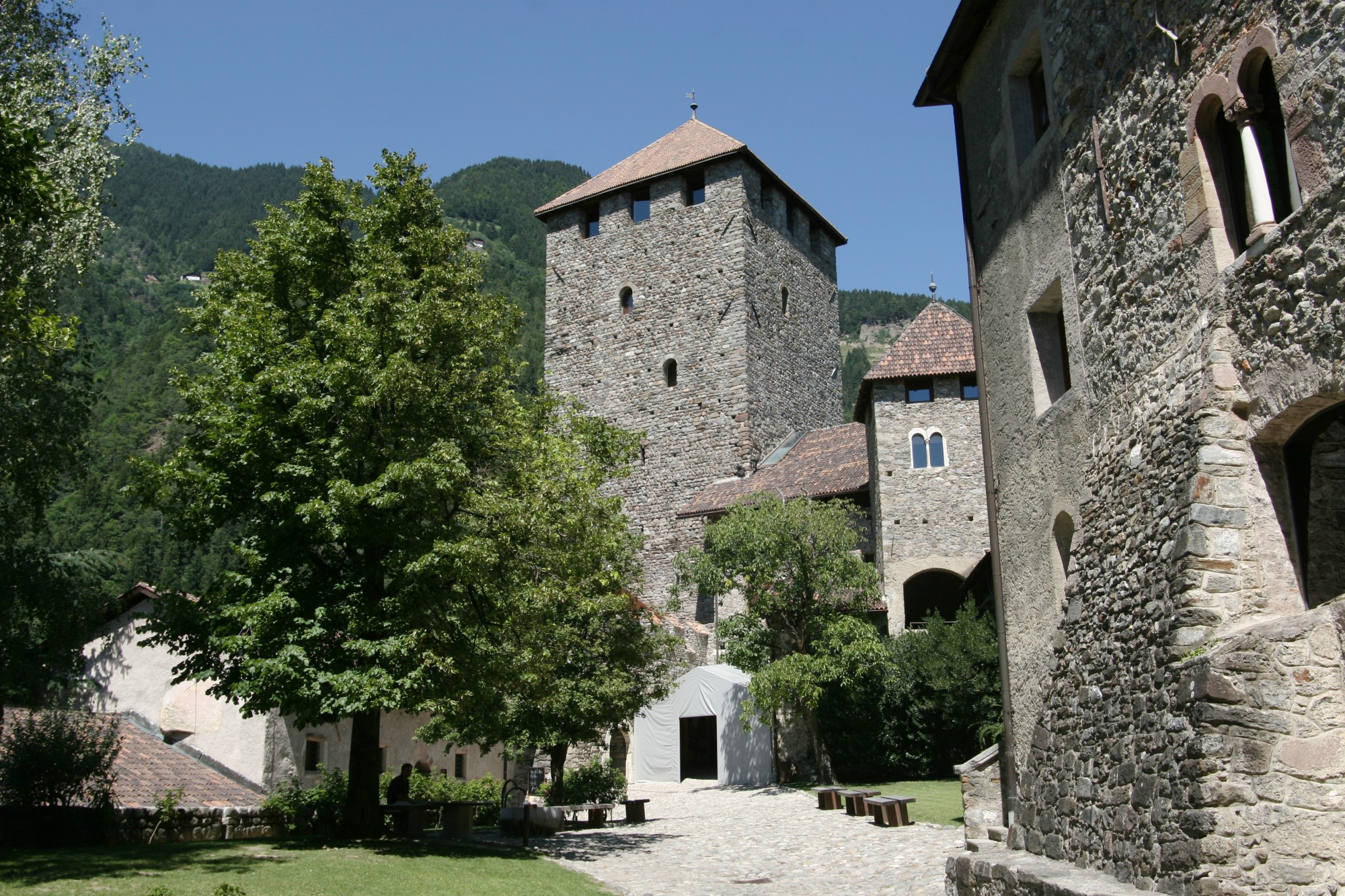
La Cort
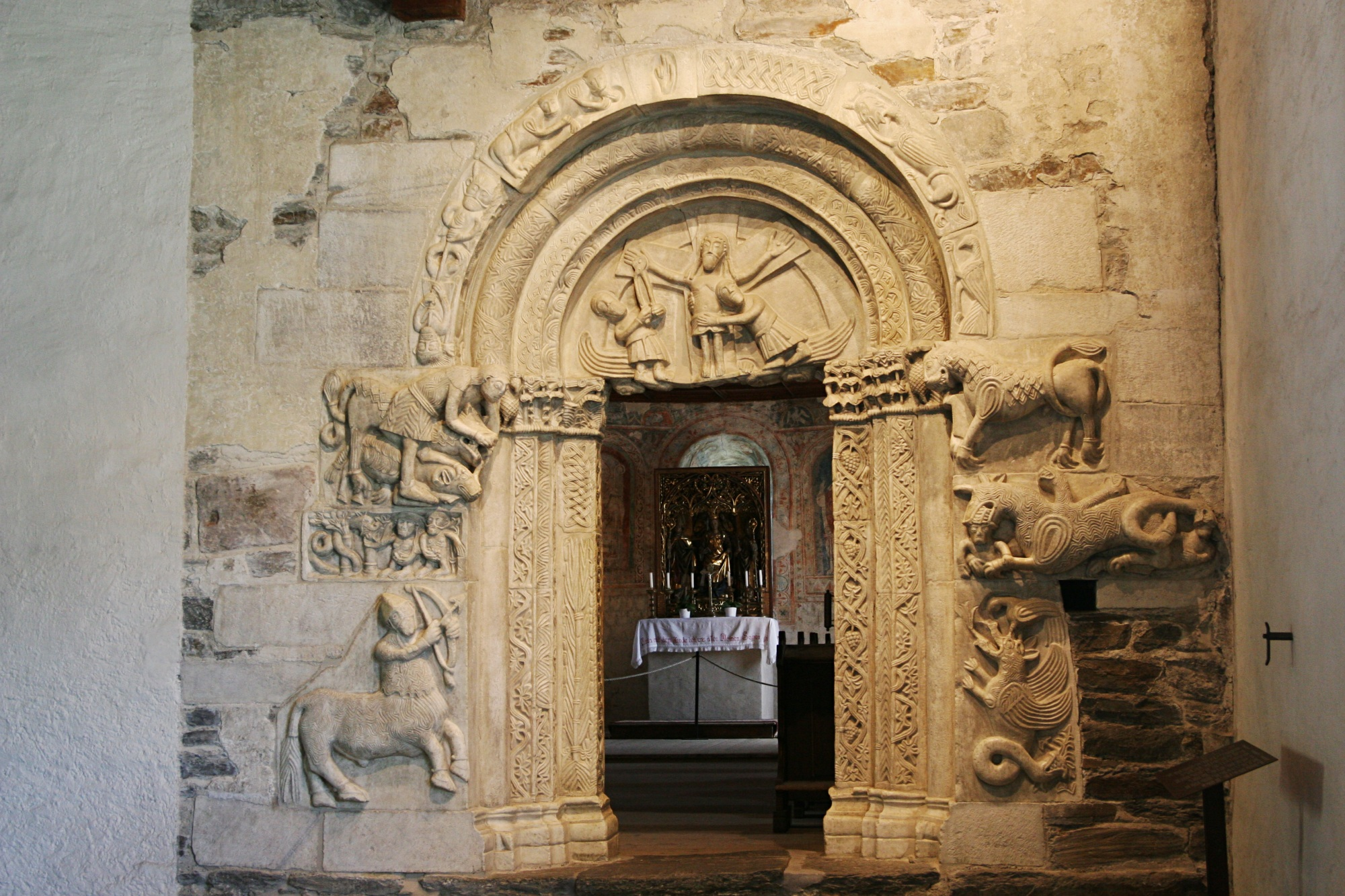
Portal de la capella
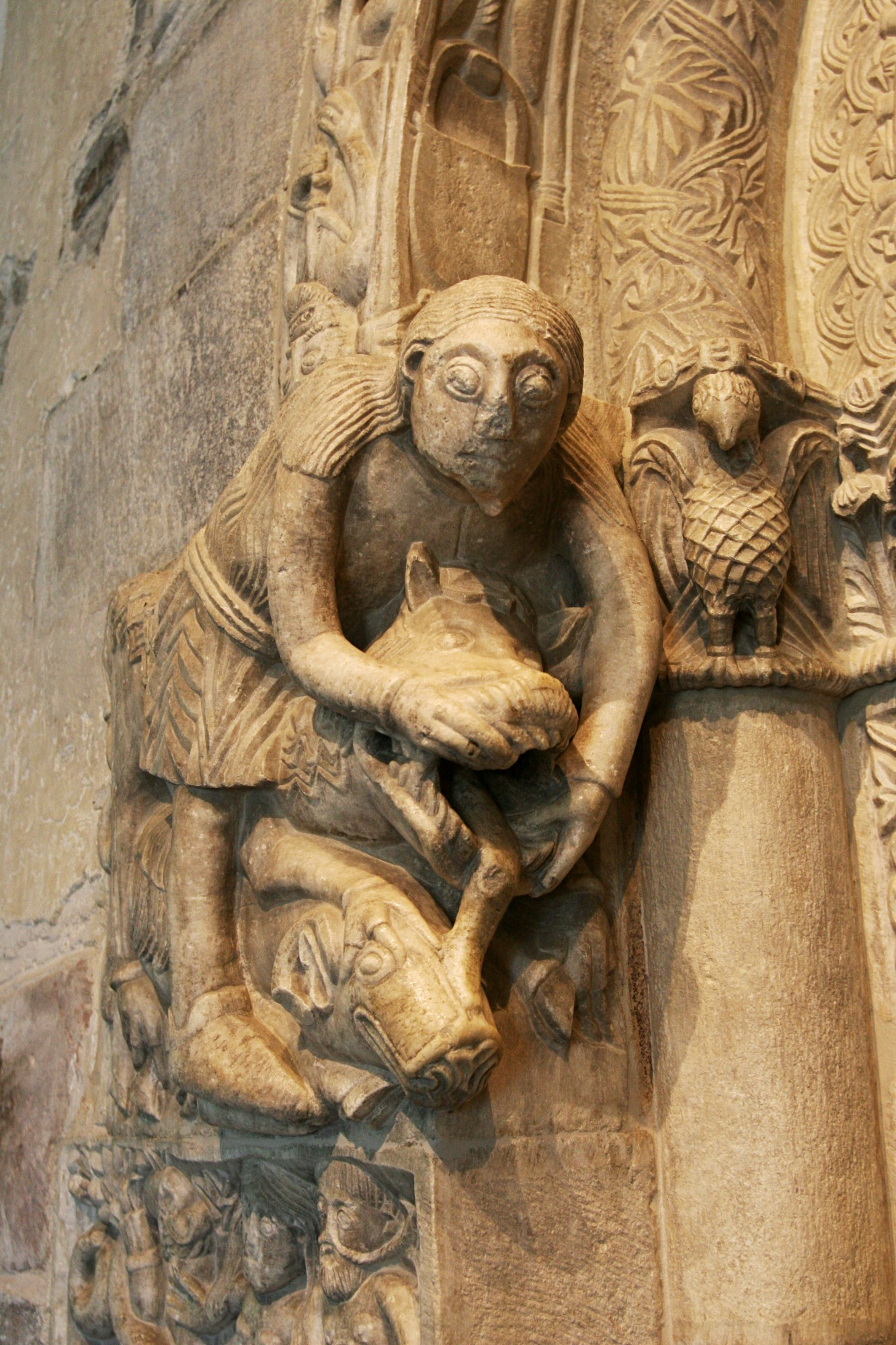
Detall del portal de la capella